# Intelligenzaktion

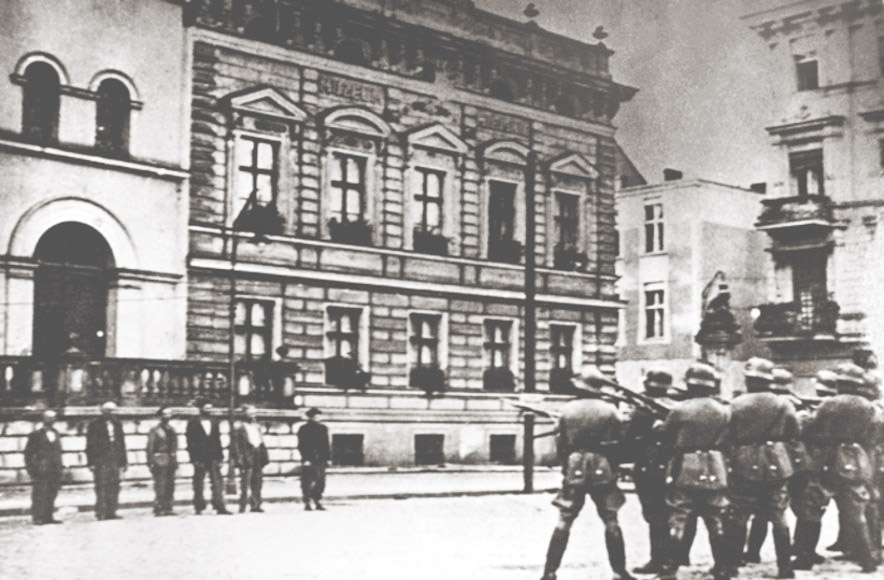
Intelligenzaktion: en la Polonia ocupada, el 9 de septiembre de 1939, los nazis ejecutaron públicamente a veinticinco ciudadanos notables, ante el Museo Municipal, en la Plaza del Mercado de Bydgoszcz.
Para aterrorizar a la gente de la ciudad, los nazis exhibieron los cuerpos durante seis horas.

La Intelligenzaktion (en alemán: [ɪntɛliˈɡɛnt͡s.akˌt͡s͡ːjoːn]) fue un asesinato masivo secreto realizado por la Alemania nazi contra la intelligentsia polaca (maestros, sacerdotes, médicos, etc.) a principios de la Segunda Guerra Mundial (1939–1945). Las operaciones se llevaron a cabo para realizar la germanización de las regiones occidentales de la Polonia ocupada, antes de la anexión territorial al Reich alemán.
Las operaciones de asesinato en masa de la Intelligenzaktion se saldaron con 100.000 víctimas polacas; En forma de desaparición forzada, los nazis encarcelaron y mataron a ciudadanos seleccionados de la sociedad polaca, identificados antes de la guerra como enemigos del Reich; fueron enterrados en fosas comunes en lugares remotos. Para facilitar la despoblación de Polonia, los nazis aterrorizaron a la población general con ejecuciones sumarias públicas de intelectuales y líderes de la comunidad, antes de efectuar las expulsiones de la población general de la Polonia ocupada. Los verdugos de los escuadrones de la muerte denominados Einsatzgruppen y colaboradores locales de la Volksdeutscher Selbstschutz, la milicia de la minoría alemana, fingieron que su trabajo policial estaba destinado a eliminar a las personas políticamente peligrosas de la sociedad polaca.
La Intelligenzaktion fue un paso importante para la implementación de la Sonderaktion Tannenberg (Operación Tannenberg), la instalación de policías y funcionarios nazis, desde la SiPo (compuesto por la KriPo y la Gestapo), y la SD, para gestionar la ocupación y facilitar la realización del Generalplan Ost. La colonización alemana de Polonia. Entre las 100.000 personas asesinadas en las operaciones de la Intelligenzaktion, aproximadamente 61.000 eran intelectuales polacos, a quienes los nazis identificaron como objetivos políticos en el Sonderfahndungsbuch Polen (Libro de Procesamiento Especial-Polonia), compilado antes de que comenzara la guerra en septiembre de 1939. La Intelligenzaktion ocurrió poco después de la invasión alemana de Polonia (1 de septiembre de 1939) y duró desde el otoño de 1939 hasta la primavera de 1940; el asesinato en masa de los intelectuales polacos continuó con la operación alemana AB-Aktion en Polonia.

## Propósito
Adolf Hitler ordenó el asesinato de la intelligentsia y las élites sociales de Polonia para evitar que organizaran a los polacos contra sus amos alemanes, y frustrar la ocupación y colonización del país; el asesinato en masa debía ocurrir antes de la anexión de Polonia al Gran Reich Alemán:
"Una vez más, el Führer debe señalar que los polacos solo pueden tener un maestro, y ese es el alemán; dos maestros no pueden y no deben existir uno al lado del otro; por lo tanto, todos los representantes de la intelligentsia polaca deben ser eliminados [umbringen]. Esto suena duro, pero tales son las leyes de la vida."
La ideología nazi consideraba a las élites polacas como las más probables de la sangre alemana, porque su estilo de liderazgo dinámico contrastaba positivamente con el "fatalismo eslavo" del pueblo ruso. Sin embargo, el exterminio de tales líderes nacionales era necesario, debido a que su patriotismo (autoridad moral) impediría la germanización a gran escala de la población esclavizada de Polonia.
Además, a través de los Rassenpolitisches Amt der NSDAP (Oficina de Política Racial del Partido Nazi), los niños de la intelectualidad polaca de valor racial (de aspecto ario) debían ser secuestrados en el propio Reich, para su germanización; La ideología nazi afirmó que tal aculturación no eslava evitaría el resurgimiento generacional de la intelectualidad polaca y, por lo tanto, evitaría el resurgimiento del nacionalismo polaco en la Polonia germanizada.

## Metodología
Al controlar Polonia, los nazis alemanes arrestaron, encarcelaron y mataron a aproximadamente 61.000 personas como enemigos del Reich alemán, todos los cuales fueron identificados como la intelectualidad de cada ciudad, pueblo y aldea. Cada hombre y cada mujer figuraban en la lista biográfica del Sonderfahndungsbuch Polen (Libro Especial de Procesamiento-Polonia), que los ciudadanos alemanes de Polonia leales al partido nazi en el Reich alemán compilaron antes de la guerra para la policía alemana y las fuerzas de seguridad del SiPo (Policía de Seguridad) y la SD (Servicio de Seguridad).
Los Einsatzgruppen y la Volksdeutscher Selbstschutz, la milicia de autodefensa étnica de la minoría alemana en Polonia, debían matar a la intelectualidad identificada en el Libro Especial de Procesamiento-Polonia. Conscientes de que estarían matando a civiles desarmados, los comandantes de las milicias paramilitares fortalecieron la moral con instrucciones ideológicas y racistas para los soldados y policías, que su papel político en la limpieza étnica de Polonia (ejecuciones, contrainsurgencia, vigilancia) sería más difícil que luchar en la batalla contra los soldados; como señaló Martin Bormann, en una reunión (2 de octubre de 1940) entre Hitler y Hans Frank:
"El Führer debe enfatizar, una vez más, que para los polacos hay un solo maestro, y él es un alemán; no puede haber dos maestros, uno al lado del otro, y no hay consentimiento para eso, por lo tanto, todos los representantes de la intelligentsia polaca deben ser asesinados. . . . El Gobierno General es una reserva polaca, un gran campo de trabajo polaco."
Como parte del Generalplan Ost, el propósito político de la Intelligenzaktion fue el exterminio de las élites de la sociedad polaca, que los nazis definieron ampliamente como: Szlachta (nobles polacos), intelligentsia, maestros, trabajadores sociales, jueces, militares veteranos, sacerdotes y empresarios; cualquier hombre y mujer polacos que hubieran asistido a la escuela secundaria, y así podrían proporcionar un liderazgo nacionalista para resistir la ocupación nazi de Polonia.

## Operaciones regionales de genocidio
1. Intelligenzaktion Pommern, una operación regional de asesinato en masa en el voivodato de Pomerania; 23.000 polacos fueron arrestados, encarcelados y asesinados poco después de su identificación y arresto. Para aterrorizar a la población en general, los nazis seleccionaron a los ciudadanos prominentes de entre los arrestados y los ejecutaron públicamente, dejando los cadáveres en exhibición, como una advertencia formal contra la resistencia a la ocupación alemana.
2. Intelligenzaktion Posen, el asesinato en masa de 2.000 víctimas de Poznań.
3. Intelligenzaktion Masovien, asesinato regional en masa en el voivodato de Mazovia, 1939–40, 6.700 personas asesinadas, de Ostrołęka, Wyszków, Ciechanów, Wysokie Mazowieckie, y Giełczyn, cerca de Łomża.
4. Intelligenzaktion Schlesien, asesinato masivo regional en el voivodato de Silesia en 1940; 2,000 polacos muertos.
5. Intelligenzaktion Litzmannstadt, asesinato masivo regional en Łódź, 1939; 1.500 personas asesinadas.
6. Sonderaktion Krakau, arresto masivo de la intelligentsia, 183 profesores de la Universidad Jagellónica, a quienes los nazis deportaron al campo de concentración de Sachsenhausen.
7. Zweite Sonderaktion Krakau.
8. Sonderaktion Tschenstochau en Częstochowa.
9. Sonderaktion Lublin, asesinato masivo regional en Lublin; 2.000 personas asesinadas, la mayoría eran sacerdotes de la Iglesia católica.
10. Sonderaktion Bürgerbräukeller en el voivodato de Łódź.
11. Professorenmord, asesinato en masa de la intelligentsia en el Stanisławów, la región de Kresy, Masacre de Czarny Las; 250 a 300 académicos polacos asesinados.